# Condado de Sac
El condado de Sac (en inglés: Sac County, Iowa), fundado en 1851, es uno de los 99 condados del estado estadounidense de Iowa. En el año 2000 tenía una población de 11 529 habitantes con una densidad poblacional de 8 personas por km². La sede del condado es Sac City.

## Historia
El Condado de Sac, fue formado el 15 de enero de 1851. Debe su nombre a la tribu de los Sac.

## Geografía
Según la Oficina del Censo, el condado tiene un área total de 1498 km² (578,4 mi²), de la cual 1491 km² (575,7 mi²) es tierra y 7 km² (2,7 mi²) es agua.

### Condados adyacentes
- Condado de Buena Vista norte
- Condado de Calhoun este
- Condado de Carroll sureste
- Condado de Crawford suroeste
- Condado de Ida oeste

## Demografía
En el 2000 la renta per cápita promedia del condado era de $32 874, y el ingreso promedio para una familia era de $40 504. El ingreso per cápita para el condado era de $16 902. En 2000 los hombres tenían un ingreso per cápita de $26 183 contra $19 753 para las mujeres. Alrededor del 9.90% de la población estaba bajo el umbral de pobreza nacional.
| 1900   | 1910   | 1920   | 1930   | 1940   | 1950   | 1960   | 1970   | 1980   | 1990   | 2000   |
| ------ | ------ | ------ | ------ | ------ | ------ | ------ | ------ | ------ | ------ | ------ |
| 17 639 | 16 555 | 17 500 | 17 641 | 17 639 | 17 518 | 17 007 | 15 573 | 14 118 | 12 324 | 11 529 |

## Lugares

### Ciudades y pueblos
- Auburn
- Early
- Lake View
- Lytton
- Nemaha
- Odebolt
- Sac City
- Schaller
- Wall Lake

### Principales carreteras
- U.S. Highway 20
- U.S. Highway 71
- Carretera de Iowa 39
- Carretera de Iowa 110
- Carretera de Iowa 175
- Carretera de Iowa 196